# 伊藤生人
伊藤 生人（いとう いくと、1982年4月13日 - ）は、埼玉県出身のタレント。

## 人物・来歴
- 身長175cm、体重57kg。
- 血液型O型。
- 春日部共栄中学高等学校出身。
- パフォーマンスユニット「ゆーとぴあすとりーと」の元メンバー。
- クイーンズファクトリー所属。
- 空知英秋の漫画「銀魂」をこよなく愛し自身のブログも名前の生人とモジり「生魂」とつける程
- 実際の血液型はO型だが所属事務所の公式プロフィールには何故かA型と記されているが本人は気にしていない為未だに変更はされていない。

## イトウイクトの生魂
- 伊藤生人本人によるオフィシャルブログ「イトウイクトの生魂」
- タレントオフィシャルブログとは思えない程赤裸々に書かれフィクションの様なノンフィクションブログ。
- ブログに書かれた内容が本当の話なのか問われる事も少なくなく所属事務所社長にも疑われた事があるが全て実話。
- 日常をユニークで独特な感性で綴り、各方面にブログのファンが多い。
- その為本業のタレント活動の告知等を載せると読者の反響が少なく本人はよくブログとは何ですかと嘆いている。

## 出演
テレビ
- 笑っていいとも!（フジテレビ）
- 恋の神様（リーダー）（日本テレビ）
- 上海タイフーン（NHK土曜ドラマ）
- トップセールス（NHK土曜ドラマ）
- CHANGE（フジテレビ）
- 課長島耕作（日本テレビ）

CM
- 横浜・八景島シーパラダイス
- 資生堂uno（ウーノ）
- エステー消臭プラグ（カラオケBOX店長篇 店員役）
- 明星食品一平ちゃん 夜店の焼きそば

映画
- クリアネス

ラジオ
- サニチルのスーパーラジオ☆（かわさきFM）

WEB
- Web[番組『未来ニュース』 MOVIEFULL（イケメンキャスター役）

CD
- サイコ☆ヴァケーション（ミニアルバム] 2005年8月10日）
- 太陽の子供（DVD+CD 2005年4月20日）

雑誌
- Smart（宝島社）
- SmartHead（宝島社）
- GET ON!（学研）
- Life up
- CanCam（小学館）
- Cawaii!（主婦の友社）
- non-no（集英社）

その他
- ニンテンドーDS「ピクトイメージズ」
- 大塚愛「CHU-LIP」PV
- globe PV
- 森永のおいしい牛乳